# European Pressphoto Agency
european pressphoto agency b.v. jest europejską agencją fotograficzną.
Dla epa pracuje około 400 profesjonalnych fotografów dostarczających zdjęcia z całego świata w dziedzinach takich News, Polityka, Sport, Biznes, Finanse. Także Kultura i Rozrywka - zaliczają się do newsów tego serwisu fotograficznego. Serwis epa bazuje na dwóch segmentach: sieci fotografów na całym świece - i sieci współpracujących z epa agencji prasowych, które zaopatrują rynek w swoim kraju. Wszystkie Fotografie są edytowane i rozsyłane do klientów I partnerów na całym świecie z siedziby epa we Frankfurt nad Menem pracującej 24 godziny na dobę.

## Usługi epa
Międzynarodowy serwis fotografii prasowej jest używany zarówno przez wiele mediów jak i przez partnerów i wspólników na całym świecie. Codzienny serwis fotograficzny to około 2000 fotografii ilustrujących najważniejsze światowe wydarzenia.
epa jest dostarczany drogą satelitarną, FTP albo poprzez Internet w zależności od potrzeb klienta.

## epa archiwum
Archiwum epa założono w roku 1997 Posiada ono około 6 milionów fotografii prasowych w swoim składzie. Większość fotografii prasowych w archiwum dostępne jest drogą online poprzez ‘epa webgate’. Osobisty login jest udostępniany przez epa dla swoich klientów, partnerów oraz na osobiste zamówienie.

## Historia
epa powstała 1 stycznia 1985 roku jako zrzeszenie fotograficzne 7 zachodnioeuropejskich agencji prasowych. Agencji AFP z Francji, ANP z Holandii, ANOP (obecna Lusa) z Portugalii, ANSA z Włoch, Belgijskiej Belgii, agencją dpa z Niemiec i EFE z Hiszpanii, agencje te chciały stworzyć alternatywę dla angielskich serwisów fotograficznych.
Agencja epa powstała jako serwis wymiany fotografii przez poszczególne agencje w danym kraju, przy jednoczesnym udziale międzynarodowego serwisu AFP I innych europejskich agencji prasowych. Zmiany społeczne w Europie wschodniej stworzyły dobre warunki do rozwoju samodzielności agencji. Otwarcie nowych rynków i początek wojny w Jugosławii wymusiły na epa zatrudnienie swoich fotografów na tych terenach. Z tego rozwoju wydarzeń została dalej pod nadzorem ich spółdzielców z którego serwisu oni korzystali.

### epa - rozwój globalny
W roku 1995 epa posiadała 10 członków. W roku 1985 dołączyła agencja KEYSTONE i kolejno agencja APA z Austrii w roku 1986,oraz agencja Lehtikuva z Finlandii w roku 1987. W roku 1997 dołączyła Szwedzka firma Pressensbild i kolejno Scanfoto (obecne Scanpix Norway) z Norwegii i Nordfoto (obecne Scanpix Denmark) z Danii w roku 1999. W roku 2001 do epa dołączyła także Polska PAP.
W roku 2003 po restrukturyzacji i odejściu AFP epa świadczy usługi w zakresie globalnym Także w roku 2003 Lehtikuva, Scanpix Denmark/Norway i Pressensbild wystąpiły z członkostwa w epa lecz nadal pozostają w kooperacji z epa pod nową nazwą Scanpix Scandinavia.
ANA z Grecji (obecna ANA-MPA) dołączyła do EPA jako udziałowiec roku 2004. Udziałowcem także stała się Węgierska MTI w roku 2005.
W tej chwili EPA ma 9 udziałowców – wiodących agencji w swoich krajach:
Agencje członkowskie apa:
- Athens News Agency-Macedonian Press Agency (ANA-MPA) - Grecja
- Algemeen Nederlands Persbureau (ANP) - Holandia
- Agenzia Nazionale Stampa Associata (ANSA) - Włochy
- Austria Presse Agentur (APA) - Austria
- Agencia EFE - Hiszpania
- KEYSTONE - Szwajcaria
- Lusa – Agência de Notícias de Portugal - Portugalia
- Magyar Távirati Iroda (mti) - Węgry
- Polska Agencja Prasowa (pap) - Polska

## Konkurencja
epa jako jedna z czołowych agencji fotograficznych o zasięgu globalnym konkuruje z Associated Press, Reuters i AFP/Getty.